# 7892 Musamurahigashi
7892 Musamurahigashi eller 1994 WQ12 är en asteroid i huvudbältet som upptäcktes den 27 november 1994 av de båda japanska astronomerna Masanori Hirasawa och Shohei Suzuki vid Nyukasa-observatoriet. Den är uppkallad efter skolan Musashimurayama i Tokyo.
Asteroiden har en diameter på ungefär 11 kilometer och den tillhör asteroidgruppen Themis.